# Cabana-Condes
Cabana-Condes, pleme ili plemena Aymara iz vremena carstva Inka, koje je obitavalo na području tadašnje provincije Cavana (Cabana, Cauana), često nazivane i Cavana Conde, kakao bi se razlikovala od Cavana Colla (Cavana u području Collasuyu), a nalazila se u dijelu cartva nazivanog Contisuyu (Contisuyo ili Quntisuyu). U kolonijalno doba Cavana-Conde je uključena u zajedničku provinciju s Collagua. Stanovnici su vršili deformaciju lubanja i govorili s nekoliko svojih vlastitih jezika, te iskvarenim quechua-jezikom. Živjeli su na jugu Perua zapadno od jezera Titicaca u susjedstvu plemena Colla i Collagua.